# Gambarare
Gambarare è una frazione del comune italiano di Mira, nella città metropolitana di Venezia. Fu comune autonomo fino al 1867.
La particolarità di questo paese è che la piazza principale, Piazza Vecchia, si trova completamente decentrata rispetto alla sede parrocchiale.

## Storia

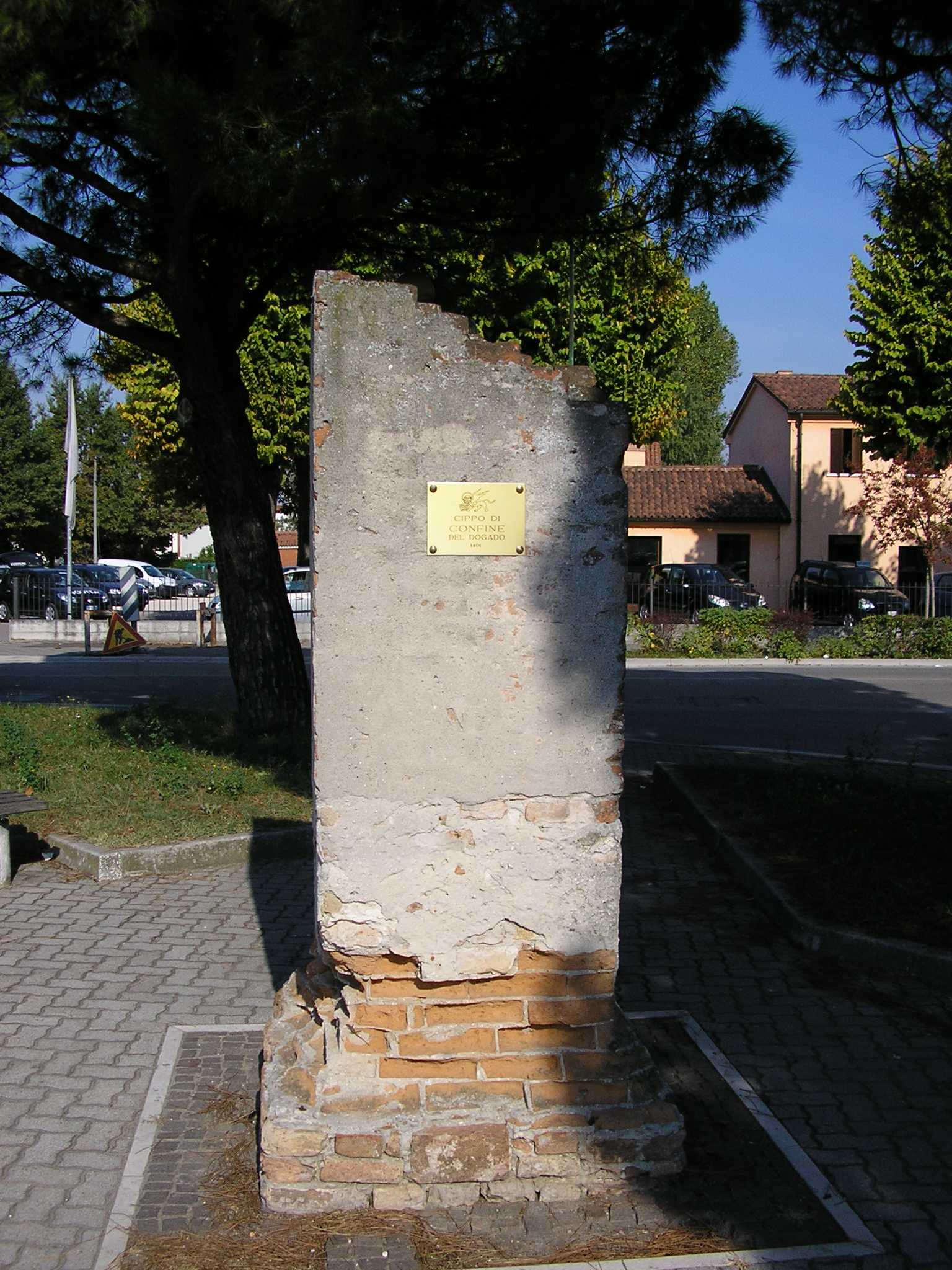
Cippo di confine tra il Dogado e la podesteria di Padova.

L'originaria denominazione di Gambarare, di età medievale, era Balladello (in alternativa Balello e simili), nome derivato dal latino vallatellum, che significa "luogo rinforzato" o "alto". In realtà tale denominazione si riferiva solo alla zona dove attualmente sorge la parrocchiale. Successivamente si fissò il toponimo Gambarare, probabilmente in riferimento all'abbondanza di gamberi (il territorio, presso la Laguna Veneta, era un tempo paludoso).
Vista la vicinanza dell'abbazia di Sant'Ilario, antica istituzione sottoposta direttamente al doge, Gambarare fu sin dai tempi più antichi parte del Dogado. Il paese rappresentava il capoluogo di un reggimento che si estendeva anche sulle località di Anconetta (l'attuale Malcontenta), Bottenigo (dove oggi sorge Marghera) e Dogaletto.

### Porto Menai
La località Porto Menai, situata in direzione della frazione Sambruson di Dolo fu in passato sede di un importante scalo commerciale situato vicino all'Abbazia di Sant'Ilario (da identificare con lo scalo ad Portum citato da vari documenti antichi). Attualmente è un sobborgo di terraferma attraversato dal canale Novissimo. Edificio di interesse storico-paesaggistico è Villa Paluello Minio, del XVI secolo.

## Monumenti e luoghi d'interesse

### Parrocchiale di San Giovanni Battista
La chiesa parrocchiale di Gambarare, dedicata a San Giovanni Battista, ha origini medioevali.